# جيمس سميث (دبلوماسي)
جيمس بي. سميث (بالإنجليزية: James B. Smith)‏ (بروكس (جورجيا)، 1952)، هو سفير سابق للولايات المتحدة لدى المملكة العربية السعودية. اختاره الرئيس باراك أوباما، قام باداء اليمين الدستورية في 16 سبتمبر 2009. وغادر منصبه في 27 سبتمبر 2013.

## الحياة المهنية
قبل تعيينه، كان السفير سميث قد خدم في العديد من المناصب التنفيذية مع شركة رايثيون في مجالات تشمل التخطيط المؤسسي الاستراتيجي، صناعة الطائرات، وتطوير الأعمال الدولية.

## وصلات خارجية
- السفارة الأميركية في المملكة العربية السعودية
- السيرة الذاتية في الصفحة الرسمية لسلاح الجوي الأميركي

| المناصب الدبلوماسية | المناصب الدبلوماسية                                           | المناصب الدبلوماسية |
| ------------------- | ------------------------------------------------------------- | ------------------- |
| سبقه فورد فريكر     | سفراء الولايات المتحدة لدى المملكة العربية السعودية 2009–2013 | تبعه جوزيف ويستفال  |